# Walter Thurnherr
Walter Thurnherr (ur. 11 lipca 1963 w Muri w kantonie Argowia) – szwajcarski polityk, kanclerz federalny w latach 2016–2023.

## Życiorys
Urodził się w 1963 w Muri w kantonie Argowia. Studiował fizykę teoretyczną na Politechnice Federalnej w Zurychu.
Jest członkiem Chrześcijańsko-Demokratycznej Partii Ludowej Szwajcarii. Sprawuje urząd kanclerza federalnego Szwajcarii od 1 stycznia 2016, kiedy to zastąpił na stanowisku Corinę Casanovę. 11 grudnia 2019 liczbą głosów 219 na 224 został ponownie wybrany na kanclerza federalnego. 

## Życie prywatne
Jest żonaty, ma dwoje dzieci.